# Dhünn (Wipperfürth)
Dhünn ist eine Hofschaft in der Gemeinde Wipperfürth im Oberbergischen Kreis im Regierungsbezirk Köln in Nordrhein-Westfalen (Deutschland).

## Lage und Beschreibung
Der Ort liegt im Südwesten der Stadt Wipperfürth nahe der Stadtgrenze zu Hückeswagen am Oberlauf des Bachs Große Dhünn. Bei Dhünn münden der Dhünner Bach und ein weiterer rechter Zulauf in der Großen Dhünn. Nachbarorte sind Kaplansherweg, Kluse, Heidtkotten, Ritzenhaufe, Odenholl und Odenhollermühle.
Der Ort gehört zum Gemeindewahlbezirk 071 und damit zum südwestlichen Stadtgebiet.

## Geschichte
Die urkundliche Ersterwähnung von Dhünn als „Dune“ 1189 ist unsicher, da es weitere Orte namens Dhünn (Wermelskirchen-Dhünn, Niederdhünn) im Nahbereich gibt. Die Karte Topographia Ducatus Montani aus dem Jahre 1715 zeigt einen Hof und bezeichnet diese mit „Dünn“. Die Topographische Aufnahme der Rheinlande von 1825 zeigt auf umgrenztem Hofraum unter dem Namen „Dhüne“ vier getrennt voneinander liegende Grundrisse. In der Preußischen Uraufnahme von 1840 lautet die Ortsbezeichnung „Dhünn“.

## Wanderwege
Der vom SGV ausgeschilderte Wipperfürther Rundweg und der Bezirkswanderweg 9 von Wipperfürth nach Bergisch Gladbach führen östlich an dem Ort vorbei.

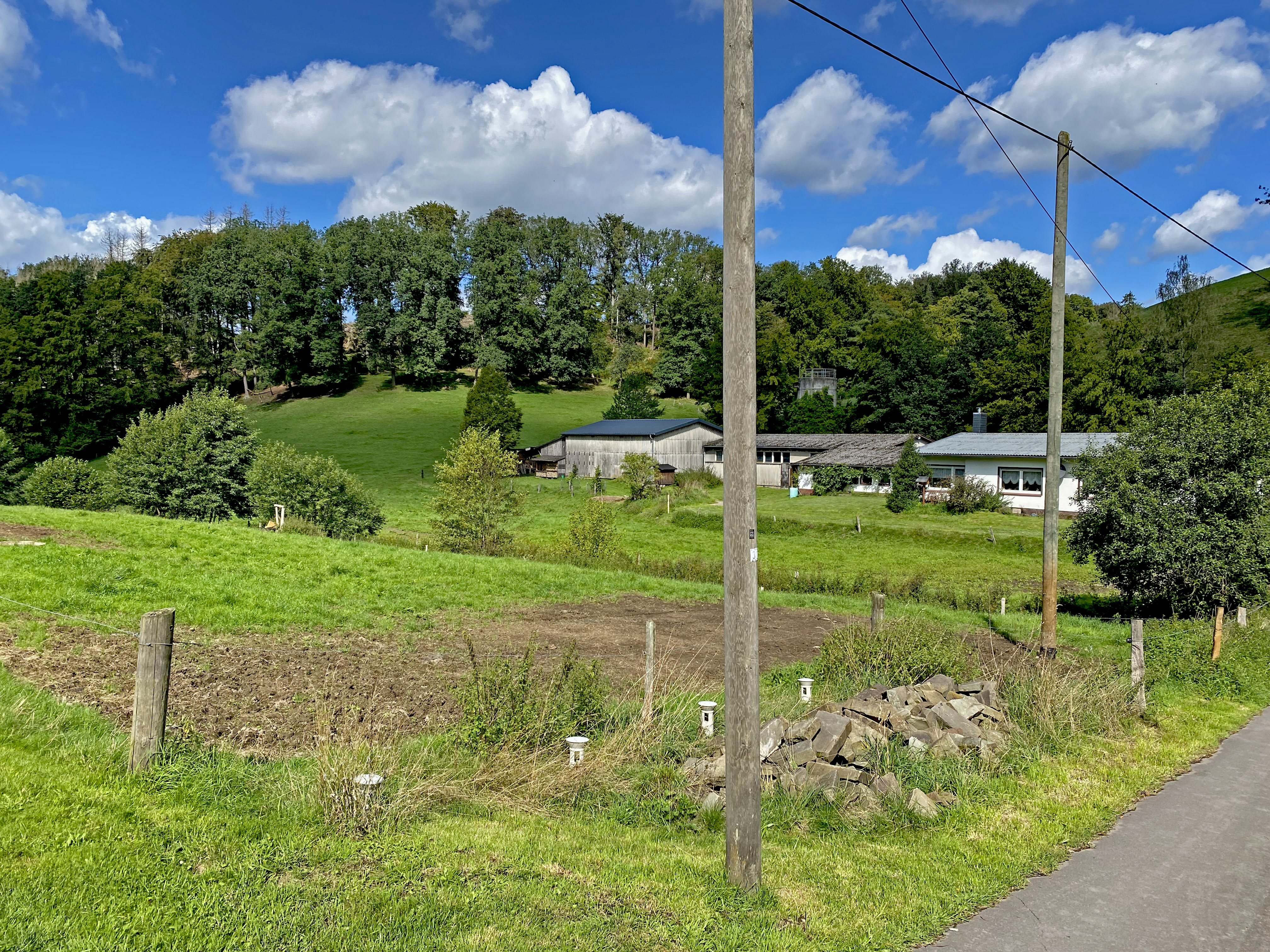
Hofschaft Dhünn
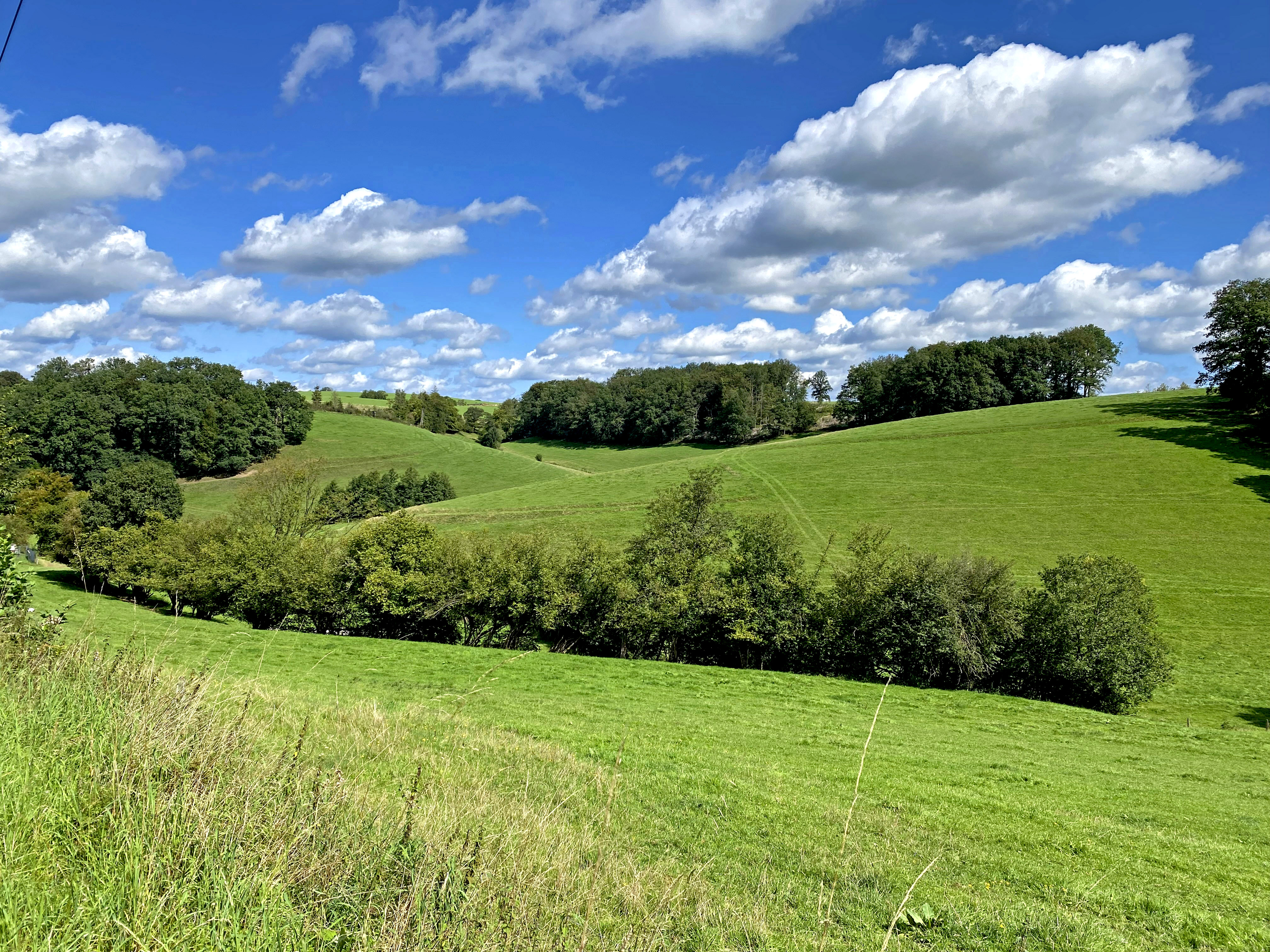
Hügellandschaft bei Dhünn – vorne im Tal fließt die Große Dhünn